# Harry Glancy
Harrison „Harry“ Smith Glancy (* 17. September 1904 in Bens Run, West Virginia; † 22. September 2002 in New Orleans, Louisiana) war ein US-amerikanischer Schwimmer. Er gewann 1924 eine olympische Goldmedaille mit der 4-mal-200-Meter-Freistilstaffel.

## Leben
Harry Glancy schwamm für die Mercersburg Academy, als er 1924 in das Olympiaaufgebot berufen wurde. Bei den Olympischen Spielen in Paris schwammen Ralph Breyer, Harry Glancy, Richard Howell und Wallace O’Connor mit 10:41,6 Minuten die viertschnellste Zeit aller Teilnehmer. Im Halbfinale schwamm die Staffel in der gleichen Besetzung Weltrekord mit 9:59,4 Minuten. Im Finale siegten Ralph Breyer, Harry Glancy, Wallace O’Connor und Johnny Weissmüller in neuer Weltrekordzeit von 9:53,4 Minuten und gewannen die Goldmedaille vor den Australiern und den Schweden.
Nach seiner Graduierung schwamm Harry Glancy für den Penn Athletic Club. 1926 siegte er mit der Mannschaft des YMCA aus Cincinnati bei den Hallenmeisterschaften. Glancy gewann zwei Meistertitel der Amateur Athletic Union in Freistilwettbewerben. 1927 trat er bei den Pan Pacific Games an und gewann den Titel mit der Staffel. Nach seiner Karriere als aktiver Schwimmer blieb Harry Glancy über Jahrzehnte seinem Sport verbunden. So war er bei drei Olympischen Spielen als Wettkampfrichter für den Schwimmsport dabei. 1926 heiratete er die Schwimmerin Irma Mae Lucas, die 1927 als erste ausländische Sportlerin zu Wettkämpfen in Japan antrat. 1990 wurde Harry Glancy in die International Swimming Hall of Fame aufgenommen. Bei der Aufnahmezeremonie war er mit seiner Frau anwesend.